# Neosphaleroptera
Neosphaleroptera is een geslacht van vlinders van de familie bladrollers (Tortricidae), uit de onderfamilie Tortricinae.

## Soorten
- N. glareana (Schrank, 1802)
- N. nubilana - Geelkwastbladroller (Hübner, 1799)